# سنگ‌ماهیان
سنگ‌ماهیان (نام علمی: Synanceiidae) نام یک تیره از راسته عقرب‌ماهی‌سانان است.